# Renata
Renata ist ein weiblicher Vorname. Er stammt aus dem Lateinischen und bedeutet ‚die [aus der Taufe] Wiedergeborene‘. Eine andere Variante dieses Namens, die in Deutschland weit verbreiteter ist, ist Renate.

## Namensträgerinnen

### Einzelname
- Renata von Lothringen (1544–1602), Tochter von Herzog Franz I. von Lothringen, Prinzessin von Lothringen, Herzogin von Bayern
- Cäcilia Renata von Österreich (1611–1644), Königin von Polen

### Vorname
- Renata Adler (* 1938), US-amerikanische Journalistin und Schriftstellerin
- Renata Ahrens (1929–2023), deutsche Schmuckgestalterin, Kunsthandwerkerin und Fachschullehrerin
- Renata Ávila Pinto (* 1981), guatemaltekische Anwältin und Aktivistin
- Renata Bucher (* 1977), ehemalige Schweizer Triathletin
- Renata Burckhardt (* 1973), Schweizer Autorin
- Renata Cedeño (* 1991), venezolanische Komponistin
- Renata Chlumska (* 1973), schwedisch-tschechische Extrembergsteigerin
- Renata Chusina (* 1994), russische Skeletonpilotin
- Renata Dwan (* 1969), irische Friedens- und Konfliktforscherin und Leiterin des UNIDIR
- Renata Flores Rivera (* 2001), peruanische Sängerin
- Renata Friederich (* 1958), Schweizer Jazzmusikerin
- Renata Horst, deutsch-amerikanische Physiotherapeutin und Sachbuchautorin
- Renáta Jamrichová (* 2007), slowakische Tennisspielerin
- Renata Jaworska (* 1979), polnische Künstlerin
- Renata Jungo Brüngger (* 1961), Schweizer Juristin
- Renata Kallosch (* 1943), russische Physikerin
- Renata Kochta (* 1973), tschechische Tennisspielerin
- Renata Kokowska (* 1958), polnische Langstreckenläuferin und dreimalige Gewinnerin des Berlin-Marathons
- Renata Landgráfová (* 1976), tschechische Ägyptologin
- Renata Lavagnini (* 1942), italienische Neogräzistin und Byzantinistin
- Renata Lusin (* 1987), russische Tänzerin
- Renata Mauer (* 1969), polnische Sportschützin und zweifache Olympiasiegerin
- Renata Mauro (eigentl. Renata Maraolo, 1934–2009), italienische Sängerin, Fernsehmoderatorin und Schauspielerin
- Renáta Medgyesová (* 1983), slowakische Hoch- und Weitspringerin
- Renata Nielsen (* 1966), dänische Leichtathletin
- Renata Ostermann (1937–2015), deutsche Tennisspielerin
- Renata Paradowska (* 1970), polnische Langstreckenläuferin
- Renata Petkowa (* 1995), bulgarische Leichtathletin
- Renata Pliś (* 1985), polnische Mittel- und Langstreckenläuferin
- Renata Przemyk (* 1966), polnische Sängerin
- Renata Ribeiro (* 1981), brasilianische Beachvolleyballspielerin
- Renata Salazar Ivancan (* 1975), deutsche Filmeditorin
- Renata Schmidtkunz (* 1964), Theologin, Rundfunkredakteurin, Filmemacherin, Moderatorin, Autorin
- Renata Schumann (1934–2012), deutsche Schriftstellerin
- Renata Scotto (1934–2023), italienische Sopranistin
- Renata Śliwińska (* 1996), polnische Paralympionikin
- Renáta Štrbíková (* 1979), tschechische Tischtennis-Spielerin
- Renata Tarragó i Fàbregas (1927–2005), katalanische klassische Gitarristin und Musikpädagogin
- Renata Tebaldi (1922–2004), italienische Sopransängerin
- Renáta Tomanová (* 1954), tschechoslowakische Tennisspielerin
- Renata Turauskienė (* 1969), litauische Schachspielerin
- Renata Vanni (1909–2004), italienisch-amerikanische Filmschauspielerin
- Renáta Vodnyánszká (* 2004), slowakische Leichtathletin
- Renata Voráčová (* 1983), tschechische Tennisspielerin
- Renata Zamida (* 1980), slowenische Kulturmanagerin, Konferenzdolmetscherin und Übersetzerin
- Renata Zarazúa (* 1997), mexikanische Tennisspielerin
- Renata Zaremba (* 1967), polnische Politikerin

- Maria Renata de Jesus, osttimoresische Beamtin und Diplomatin
- Maria Renata Singer von Mossau (1679–1749), Nonne

## Weiteres
- Renata, Titelfigur bei Julius Wolff